# Magnuszew
Magnuszew (anteriormente Magnuszów) é um município na região central da Polônia. Pertence à voivodia da Mazóvia, no condado de Kozienice. É a sede da comuna urbano-rural de Magnuszew e da paróquia católica romana de São João Batista.
Físico-geograficamente, está localizada ao sul da planície de Varsóvia; histórica e culturalmente, fica na parte norte da Terra de Radom, na chamada Zapilicz — a antiga parte da margem direita da Terra de Czersk, na voivodia de Mazóvia.
Estende-se por uma área de 9,1 km², com 966 habitantes, segundo o censo de 31 de dezembro de 2021, com uma densidade populacional de 106,2 hab./km².
Magnuszew tinha direitos de cidade nos anos de 1377 a 1576 e de 1776 a 1870. Foi destituída de seus direitos municipais em 13 de janeiro de 1870 e incorporada à comuna de Magnuszew, no condado de Kozienice, que foi transformado na comuna de Trzebień. Entre 1870 e 1954, foi a sede da comuna rural de Trzebień, de 1954 a 1972, da gromada de Magnuszów e, a partir de 1973, da nova comuna de Magnuszew. Entre 1975 e 1998, pertenceu administrativamente à voivodia de Radom. Em 1 de janeiro de 2024, recuperou a posição de cidade.

## Divisão administrativa
| Nome    | Tipo            |
| ------- | --------------- |
| Kruszyn | parte da cidade |

## História
O vilarejo foi fundado no início do século XII pelo conde Mazoviano, Magnus, que na época residia próximo de Czersk. A partir do século XIII, Magnuszew passou a ser propriedade da poderosa família Powałów. Um ramo da família Powałów, que se estabeleceu na área, com o tempo adotou o sobrenome Magnuszewski (do brasão de armas Ogończyk ou Powała).
Em 1377, o então herdeiro da propriedade de Magnuszewskie, Świętosław, chamado Rzeczywa, obteve um privilégio do Duque Siemowit III da Mazóvia, transferindo a vila de uma lei de fundação polonesa para a lei de Magdeburgo.
O desenvolvimento do assentamento, do comércio e do artesanato, bem como a localização na rota comercial ao longo da margem esquerda do rio Vístula (na chamada Rota de Sandomierz) influenciaram a concessão da condição de cidade ao assentamento.
Em 1576, como resultado de danos de guerra e vários incêndios, Magnuszew foi rebaixada à categoria de vila. Mais tarde, os proprietários de Magnuszew foram a família Potocki e, depois deles, a poderosa família Zamoyski. Em 1776, Andrzej Hieronim Zamoyski, em virtude de um privilégio concedido pelo rei Estanislau II Augusto, restaurou Magnuszew à categoria de cidade. Nos anos seguintes, a cidade foi atingida por vários incêndios e inundações, e o número de habitantes foi dizimado por epidemias de cólera e varíola. A população diminuiu e Magnuszew empobreceu e perdeu o caráter de cidade. Em 1 de junho de 1869, por um decreto do czar Alexandre II, a cidade perdeu seus direitos municipais.
Após a Primeira Guerra Mundial, Magnuszew passou a pertencer à voivodia de Kielce, tornando-se a sede da comuna de Trzebień (até 1954). Em março de 1941, os alemães instalaram um gueto para a população judaica no vilarejo. Ela era habitada por aproximadamente 1 200 pessoas. Em setembro de 1942, o gueto foi liquidado. Seus habitantes foram levados para o gueto em Kozienice ou para Treblinka, e cerca de 120 judeus foram assassinados no local. Em agosto e setembro de 1944, foram realizadas operações militares próximo de Magnuszew visando capturar e fortalecer a cabeça de ponte na margem esquerda do rio Vístula. Em janeiro de 1945, uma ofensiva do Exército Vermelho conquistando os territórios poloneses centrais (incluindo Varsóvia) foi lançada a partir daqui. Como resultado da guerra, a cidade foi quase completamente destruída.
Como resultado de uma reforma administrativa em 1975, Magnuszew passou a fazer parte da voivodia de Radom (até 1998) como sede da comuna e da gromada. Em 16 de outubro de 1977, o monumento da Irmandade de Armas, projetado por Antoni Ślęzak, foi inaugurado no vilarejo.
Em 1977, por recomendação do Bureau Político do Comitê Central do Partido dos Trabalhadores Unidos da Polônia (PZPR), a vila de Magnuszew foi agraciada com a Ordem da Cruz de Grunwald, 2.ª classe, por sua participação ativa na luta contra os invasores nazistas e na consolidação do poder popular.
Em 1 de janeiro de 2024, Magnuszew e Głowaczów receberam a condição de cidade pela terceira vez em sua história, por meio de um projeto de decreto do Conselho de Ministros.

## Vida econômica e social
Magnuszew fica na estrada nacional n.º 79 (Varsóvia — Sandomierz). A estrada provincial n.º 736 (Warka — Podłęż) também passa pela cidade. A estação ferroviária mais próxima está localizada a 17,5 km da cidade, em Warka. Não há conexões permanentes de carros de transporte coletivo de passageiros, registradas pelo município. A cidade está conectada à rede de água e esgoto, sem acesso à rede municipal de gás.
Devido à função de organização administrativa primária, o escritório da prefeitura, com o Escritório de Registro e o Centro Municipal de Assistência Social combinados, está localizado na cidade. Há um Complexo de Escolas e Instituições Educacionais J. Zamoyski na cidade, que organiza a educação de crianças e jovens em três níveis de educação geral: pré-escolar, primária (com um ginásio em reorganização) e secundária geral. A cidade tem um centro de saúde e uma farmácia.
Entre os serviços privados, há lojas, um restaurante tipo taberna, uma sorveteria sazonal e várias oficinas de artesanato, operando principalmente como empresas familiares. Há também um mercado auto-organizado, cuja higienização foi realizada em 2018.
Há uma brigada de incêndio voluntária em Magnuszew. O Centro Cultural em Magnuszew é uma importante instituição cultural, juntamente com a Biblioteca Pública Municipal. Uma associação sociocultural registrada, a Sociedade dos Amantes da Terra de Magnuszew, também tem sua sede na cidade. Um periódico local com o caráter de um órgão de imprensa oficial do governo local, o “W Nasz Gminie”, é publicado na cidade desde 2008.

## Esporte
Segundo o site 90minut.pl, entre 2002 e 2012 existiu um clube esportivo, o LZS Magnuszew, com uma seção de futebol que atuava na Classe A do grupo Radom.

## Monumentos históricos

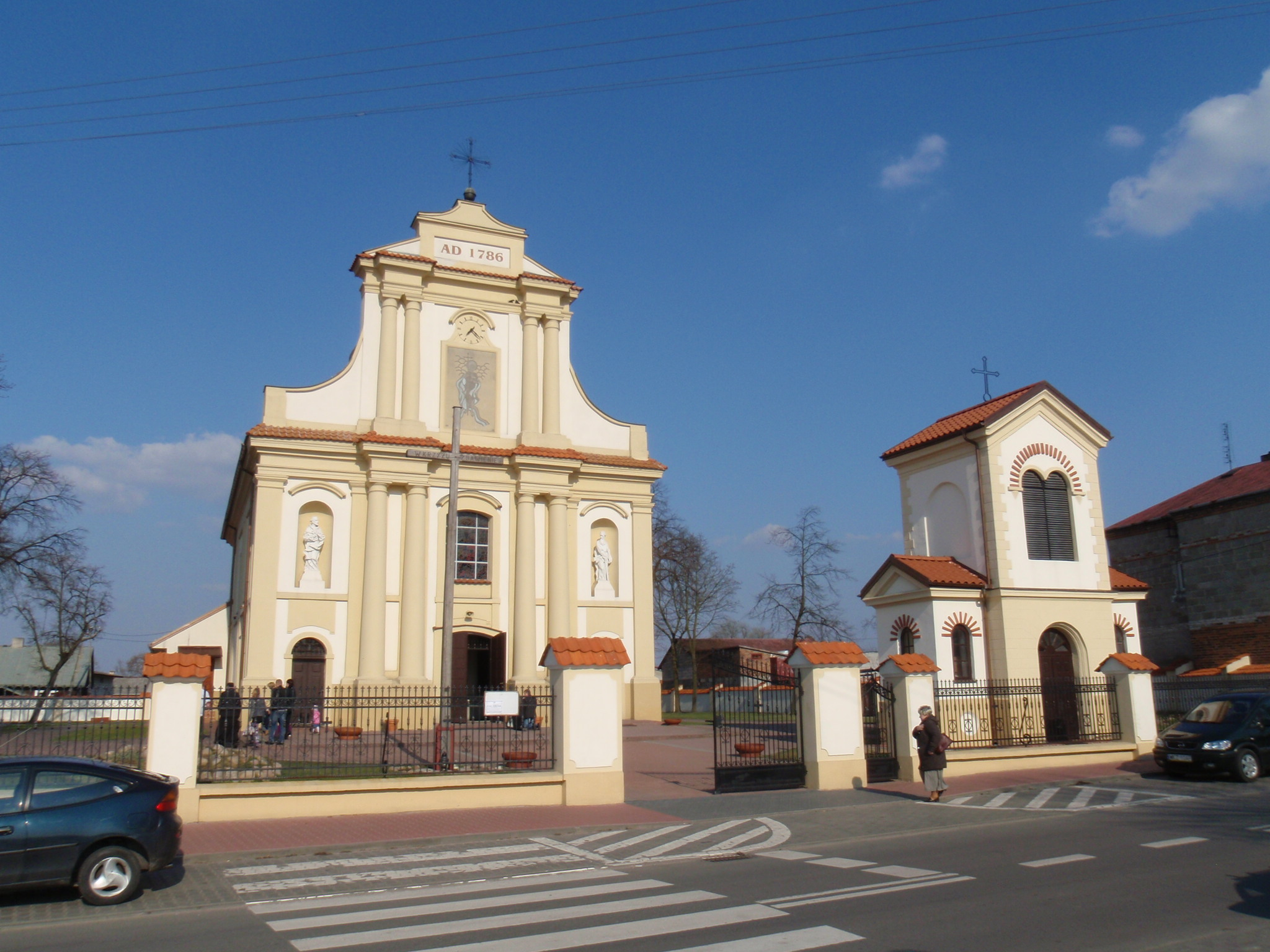
Igreja paroquial de São João Batista e campanário, 1786-1787

- Igreja paroquial barroca tardia de São João Batista, da segunda metade do século XVIII; a paróquia de Magnuszew é uma das mais antigas da Polônia. Foi criada antes de 1378, época em que foi construída uma igreja paroquial de madeira[22]
- Torre sineira do século XIX
- Pousada do século XVIII
- Monumento em comemoração às batalhas pela cabeça de ponte Warecko-Magnuszewski
- Cemitério católico romano — não listado no registro
- Traçado urbano medieval com prédios de madeira da praça principal dos séculos XIX e XX — um monumento de espaço cultural, não listado no registro
- Cemitério judeu — um monumento de espaço cultural, não inscrito no registro
- Prédio da fazenda da cooperativa agrícola da década de 1920 — não listado no registro

## Estância termal
De 1974 a 2005, com base na Lei de Estâncias da Saúde, Magnuszew foi reconhecida como uma cidade com condições para tratamento de estâncias de saúde, graças à qual instalações de tratamento desse perfil poderiam ser administradas aqui. A cidade ganhou essa posição graças à descoberta da presença na área da cidade (furo de sondagem “Magnuszew 1” durante o trabalho geológico realizado no verão de 1958) de salmouras mineralizadas de cloro-cálcio com uma salinidade média de 11% com a adição de iodo em solução aquosa. Em 40 anos, nenhuma estância termal ou sanatório de reabilitação foi estabelecido na cidade, razão pela qual ela perdeu sua classificação de estância termal.